# Maria Bănică

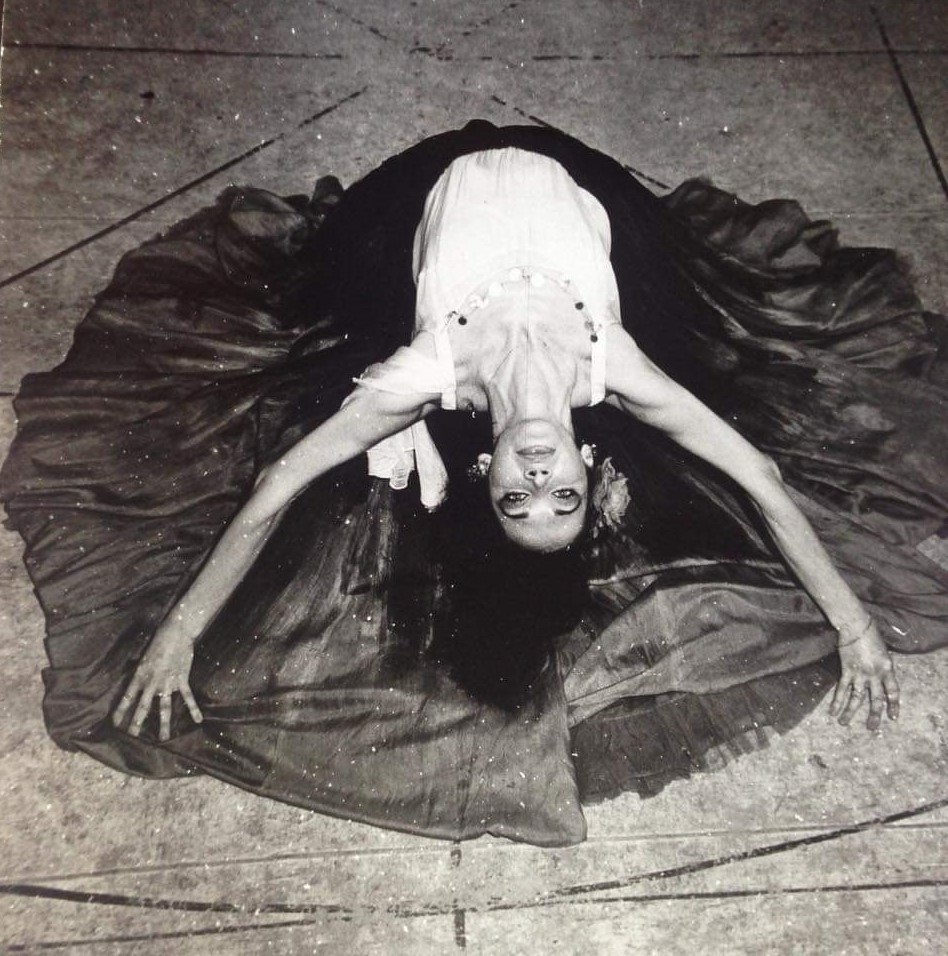
Maria Postelnicu în „Floarea de piatră”.

Maria Bănică (ulterior Maria Postelnicu; n. 9 iunie 1955, București, România) este o balerină, coregrafă, profesoară de balet clasic și actriță română. Este cunoscută pentru rolul cântăreței de operă Stilla din filmul Castelul din Carpați (1981), regizat de Stere Gulea.

## Biografie
A studiat baletul clasic de la vârsta de opt ani la Liceul de Coregrafie „George Enescu”, sub îndrumarea maeștrilor Mihaela Crăciunescu, Cristina Hamel, Amato Căciulescu, Lulu Ross, Raul Ercianu, M. Umrichin, Oleg Danovski. A lucrat la Opera Națională din București, interpretând roluri solistice în balete cele mai renumite din repertoriul universal: „Lacul lebedelor”, „Bayadera”, „Coppelia”, „Giselle”, „Don Quijote”, „Spărgătorul de nuci”, „Carmen”, „Esmeralda”, „Romeo și Julieta”, „La Fille mal Gardee”. Cu astfel de balete, a participat, impreuna cu Opera Națională din București, la numeroase turnee în: Germania, Franța, Spania, Luxemburg, Olanda, Rusia, Bulgaria, Italia și Austria. 
A cunoscut celebritate în lumea televiziunii și a filmului, în diverse programe de televiziune și a jucat roluri principale în filmele marilor regizori români Stere Gulea și Sergiu Nicolaescu.
În cele mai cunoscute reviste de film din România a apărut des în fotografii alături de actorul Cornel Ciupercescu, care a interpretat rolul Frâncu Slătineanu în filmul Castelul din Carpați.
În 2012 a obținut o recunoaștere de către Opera Națională din București cu ocazia a nouăzeci de ani de la fondarea Operei.
Din 2016, împreună cu soțul ei, George Postelnicu, a creat evenimentul artistic „Dance Campus & Contest San Francesco di Paola”, la care participă în fiecare an tineri dansatori din întreaga lume și profesori de renume internațional.

## Filmografie
- Ultima noapte de dragoste (1980)
- Castelul din Carpați (1981)[9]
- Ringul (1984)